# Astra 1F
Astra 1F ist ein stillgelegter Fernsehsatellit. Betreiberin des Satelliten war SES-Astra mit Sitz in Betzdorf in Luxemburg. Astra 1F wurde 1996 vom Weltraumbahnhof Baikonur in Kasachstan ins All befördert. Er befand sich zunächst bei 19,2° Ost mit einem Ausstrahlungsgebiet über Europa, später (2012) bei 55° Ost. 2015 wurde er in einen Friedhofsorbit verlegt.

## Empfang
Der Satellit konnte in Europa und im Nahen Osten empfangen werden. Die Übertragung erfolgte im Ku-Band.

## Sender
Der Satellit sendete 13 analoge deutsche, 23 freie digitale deutsche und früher 43 verschlüsselte digitale deutsche Sender von Premiere (heute Sky Deutschland) und Arena aus. Sky Deutschland wurde später über einen anderen Satelliten übertragen.